# Georg Rörer
Georg Rörer (latim, Rorarius) (Deggendorf, 1 de outubro de 1492 - Jena, 24 de abril de 1557) foi um teólogo protestante e reformador.

## Vida e trabalho
Rörer (provavelmente) passou sua juventude em Deggendorf. Ele começou seus estudos em Leipzig em 1511, recebeu um bacharelado em 1515 e um mestrado em 1520. Aqui ele conheceu companheiros posteriores, como Caspar Cruciger, o Velho. Em 1522 ele continuou seus estudos em Wittenberg, onde conheceu Martinho Lutero, Filipe Melâncton e Johannes Bugenhagen. Em 1525 ele se tornou diácono na igreja da cidade. Sua ordenação em 14 de maio de 1525 foi a primeira ordenação protestante.
Em 1529, Rörer acompanhou Lutero a uma conversa com Ulrico Zuínglio em Marburg. Além de ser o companheiro de viagem de Lutero nesta e em outras viagens, ele fez um nome para si mesmo tomando notas regularmente dos sermões e palestras de Lutero, às vezes também discursos, bem como das palestras de Melâncton e sermões de Bugenhagen.
Ele ajudou como revisor na obra de Martinho Lutero de tradução da Bíblia (1522-1545) para a língua alemã. Ele também serviu como secretário de Lutero. Em 1537, João Frederico I, Eleitor da Saxônia, isentou-o de seus deveres eclesiásticos e o encarregou oficialmente de trabalhar com a documentação da obra de Lutero. Nessa posição, Rörer tornou-se um dos editores do Tischreden de Luther ("conversa de mesa"), bem como uma edição coletiva das obras de Luther. Ele se mudou para Copenhagen em 1551 e para Halle em 1553.

## Família
Em 6 de dezembro de 1525, Rörer casou-se com Hanna (Hannchen, Hannica) Bugenhagen, irmã do pastor de Wittenberg. Eles tiveram um filho, Paul (nascido em 27 de janeiro de 1527). Quando Hanna deu à luz uma filha naquele mesmo ano, ela morreu poucas horas depois, em 2 de novembro de 1527, de parto devido à praga que grassava em Wittenberg. Rörer então se mudou para a casa de Lutero com seu filho e Johannes Bugenhagen. Em 28 de maio de 1528, Rörer casou-se com uma freira chamada Magdalena († após 1559), com quem teve quatro outros filhos: Johannes (* 9 de maio de 1529), Magdalena (* 1530), Stephan (* 1532), Hanna (nascida em 9 de janeiro de 1537) e Anastasia († 1572; mãe do compositor Martin Rutilius).